# Искусство Боснии и Герцеговины

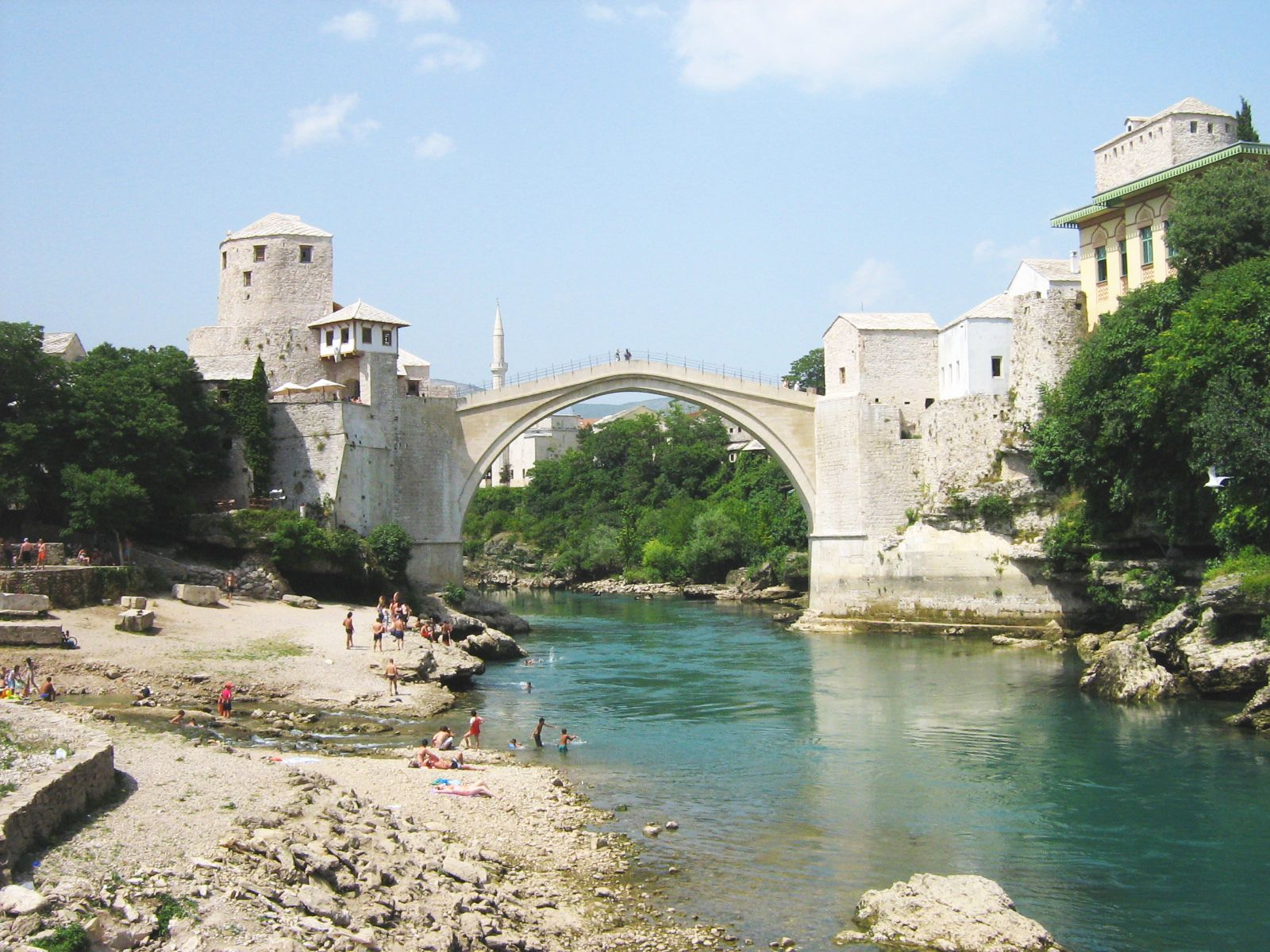
Старый мост в Мостаре, 1557. Всемирное наследие ЮНЕСКО

Искусство Боснии и Герцеговины — искусство народов, населявших государство Босния и Герцеговина (босняков, сербов и хорватов) с доисторических времен и до наших дней.

## Древнейшее наследие

### Предыстория

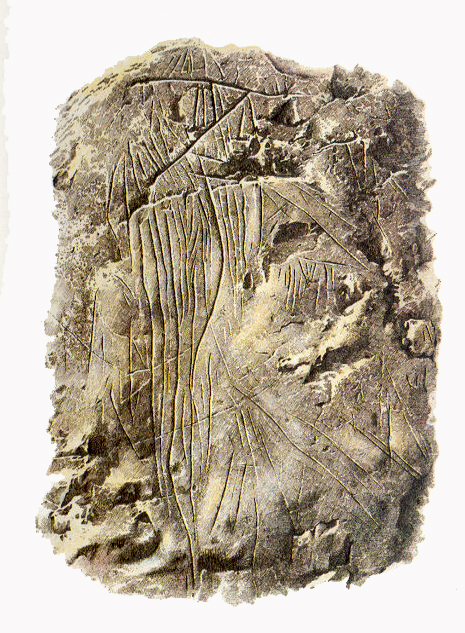
«Конь, атакованный стрелками», гравировка в пещере Badanj возле Столац, 14 000 до нашей эры.

В границах нынешней Боснии и Герцеговины создано много культурных слоев. Их появление и исчезновение связано с миграциями разных народов через территорию страны.
Эпоха палеолита в Боснии и Герцеговине отметилась древнейшим памятником палеолита в Юго-Восточной Европе — гравюрами в пещере Badanj возле города Столац в Герцеговине. Наиболее известна, сохранившаяся фрагментарно гравюра «Конь, атакованный стрелками». Эта гравюра была создана около 14500-12000 н. э.
Во времена неолита и медного века в Боснии и Герцеговине происходило смешение средиземноморских культур. Герцеговина находилась под влиянием импрессо-керамики Западного Средиземноморья, что видно по Зеленой пещере близ Мостара, Čairi возле Столаца, Lisičići около Коницы и Печ Млини неподалеку от Груде. Люди этого времени жили в пещерах или в поселениях на вершинах холмов.
С 7 века до н. э. бронза заменяется железом, появились и предметы искусства, сделанные из бронзы. Культура Иллирийцев бронзового века, этноса с самобытной культурой, начала развиваться на территории современной Хорватии, Сербии, Боснии и Герцеговины. Иллирийские племена под влиянием культур народов севера создали свои культурные центры.
Очень важную роль в их жизни играл культ мертвых, что видно по их погребениям и погребальным церемониям. В традиции похорон была кремация и захоронения в неглубоких могилах, в то время как на юге умерших хоронили в насыпных курганах. Их размеры в Герцеговине доходили высотой до 5 метров и шириной до 50 метров.

### Античность

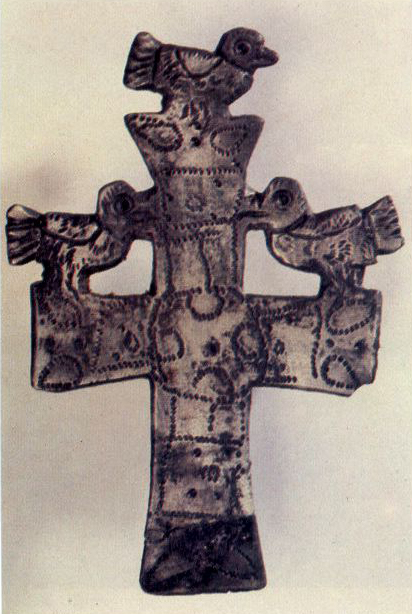
Серебряная фибула креста. 7 век н. э. Найдена около озера Блато в Герцеговине.

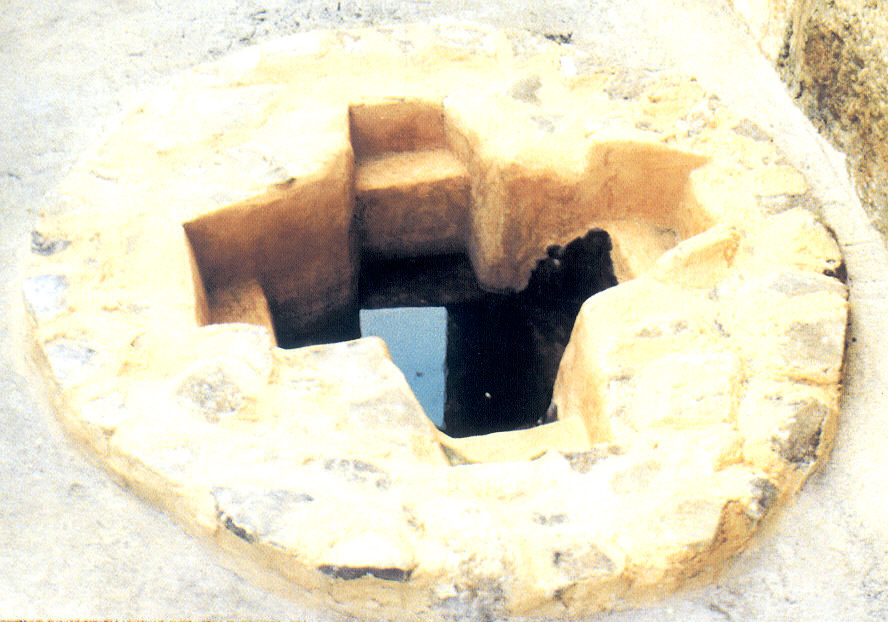
Каменный баптистерий. 4 век н. э.

В дельте реки Неретвы искусство народов находилось под эллинистическим влиянием Иллирийского племени Даорс.
Римляне покорили Иллирийцев в первом веке до нашей эры. Последующая история Боснии и Герцеговины — история Иллирийских провинций Римской империи и Византии.
В Боснии и Герцеговине римляне построили несколько небольших храмов украшенных скульптурными рельефами. Так комплекс Святилища в Градаце 184 года н. э. представлял собой мраморный храм в честь умершего императора Марка Аврелия.
Предметами позднего Римского искусства являлись здания вилл, христианские мавзолеи, соборы и часовни вблизи города Чаплина (начало 4 века).

## Средневековое искусстве в Боснии и Герцеговине

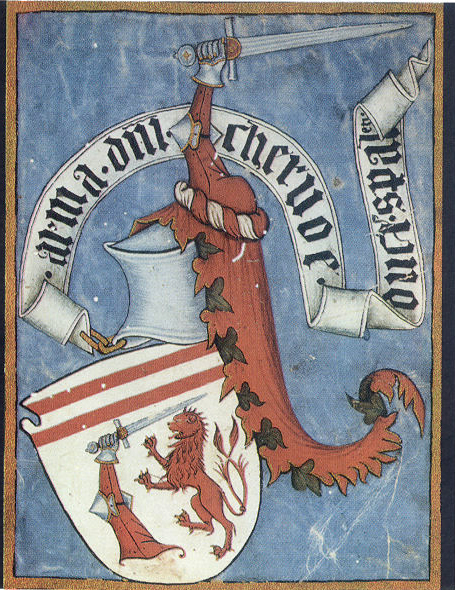
Иллюстрация из Хорватской литургической книги, Сплит, 1404.

В Боснии и Герцеговине искусство романского стиля пришло из Хорватии, но в стране использовали только некоторые его элементы. Немногие сохранившиеся памятники с элементами романской архитектуры датированы более поздним временем. К этому стилю относятся надгробия в Боснии — изначально называвшиеся Стечки (14 век) или верхние части башни Святого Луки в городе Яйце (15 век).
Влияние готического искусства в 14 веке наблюдается в архитектуре городов. В средневековый период строились простые по формам крестово-купольные храмы (храм в Озрене), а также однонефные (в Добруне, 1383), романские (в Яйце), готические храмы (в Бихаче). В период турецкого господства (с 1463) здесь сложился тип городского дома с закрытым внутренним двором и лестницей, ведущей на второй этаж. Малые города со скученными жилыми домами имели «сахат-кулу» (часовую башню). В средние века строились мечети, медресе, баки, караван-сараи, мосты, в том числе такие выдающиеся памятники турецкого зодчества как мечеть Хусрев-бега (1531, архитектор Синан) и мечеть Али-паши (1561) в Сараеве, мост в Вишеграде (1571, архитектор Синан).
С древнейших времен знать Боснийского Королевства хоронили в больших некрополях возле дорог. Могилы с монументальными надгробиями назывались Стечки. Стечки (в переводе мрамор) строились с разными формами и с выгравированными рельефами, иногда с текстами на Боснийской кириллице. На многих надгробиях изображены кресты, полумесяц и др.
Искусство миниатюры в XII—XIV вв. также испытывало сербское и византийское воздействия. Известны богомильские рукописи с наивно-фольклорными миниатюрами («Копитарово Евангелие», XIV в.).

## Османское искусство в Боснии и Герцеговине
В 16 веке вся Босния входила в состав Османской империи, влияние Ренессанса и позднего барокко с запада было минимизировано. Единственными местами, где развивалось западное искусство были одинокие францисканские монастыри в Високо, Кресево, францисканский монастырь в Фойнике, францисканский монастырь в Кральева Сутьеска и др.
Исламское искусство процветало вплоть до 19 века.
В это время были созданы исламские рукописи, оформленные в персидском стиле с красивой арабской каллиграфией, построен известный Старый мост) с аркой над рекой Неретва.
В Боснийской исламской архитектуре каменные строения возводились только для религиозных сооружений, общественных зданий и укреплений. Частные дома строились из дерева, глины и соломы.
В период турецкого владычества народная музыка на территории Боснии и Герцеговины развивалась под влиянием восточной музыки.

## Искусство в Австро-Венгерский период

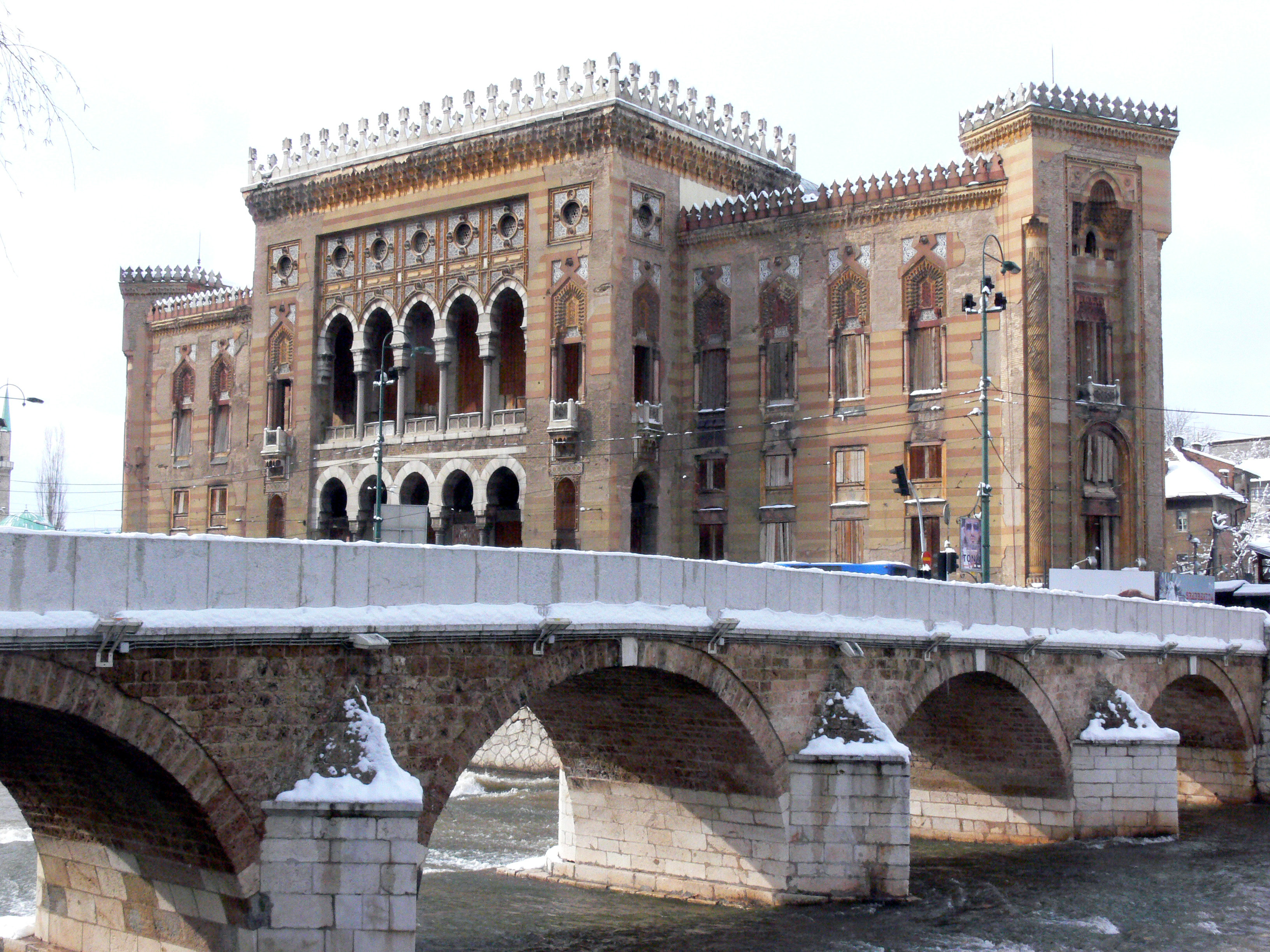
Национальная Библиотека в Сараево

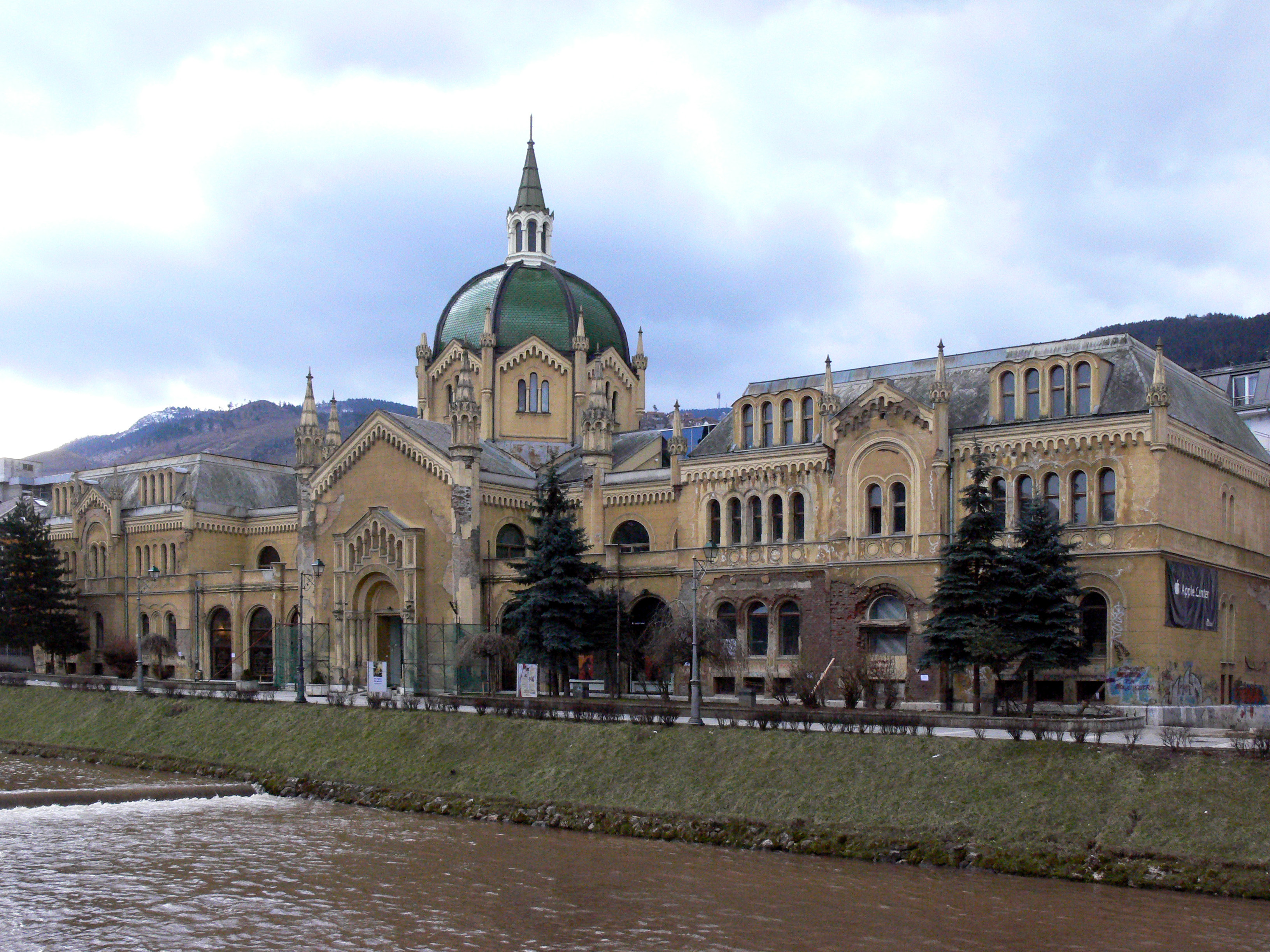
Сараевская академия искусств на берегу реки Миляцка

Сразу после Австро-Венгерской оккупации художественная жизнь в Боснии оживает. Интенсивное строительство этого времени было направлено на модернизацию и структурную трансформацию городов. В архитектура развиваются эклектичные стили, классицизм, неоренессанс, необарокко и даже неороманский и неоготический стили. Стиль «Восточная эклектика» («Псевдо-Мавританский стиль») существовал на основе Мавританской архитектуры Южной Испании и Египта. Эти стили отразились в архитектуре боснийских городов, что видно по сооружениям в Сараево: (Национальная библиотека и мэрия), гимназия Мостар и городе Травник (дом престарелых).
Первые боснийские художники получали образование в крупных европейских художественных академиях в городах (Вена, Мюнхен, Прага, Краков, Будапешт и Париж). Для них выделялись стипендии таких обществ, как «Prosvjeta» и «Napredak» и др. Творения художников Атанасий Попович, Лазарь Drljača, Gabrijel Jurkić, Бранко Радулович, Петар Чайн (Šain) и др. созданы под влиянием академизма с элементами импрессионизма, модерна, и пуантилизма.
Под властью Австро-Венгрии здесь получила развитие европейская музыкальная культура, а также чешская, словенская и хорватская музыка.

## Искусство Югославского Королевства
После окончания Первой Мировой Войны были организованы общества художников Королевства Югославии (государства сербов, хорватов и словенцев). Они проводили многочисленные выставки. Участниками выставок были также художники Роман Петрович и Йован Bijelić.
В тридцатых годах архитекторы находились под влиянием идей функционализма, гуманной архитектуры и Баухауза. Эти направления упрощали содержание и форму, здания строились без излишней отделки, с простыми окнами (см. бывшее здание социального обеспечения в Мостаре Драго Иблера, 1935.).

## Искусство в Социалистической Федеративной Республике Югославии
После Второй Мировой войны в Республике Югославия художники находили свое выражение в темах революции и войны. Были созданы крупные памятники, посвященные сражениям войны (Сутьеска, Козара, Maклен и др.
В стране на промышленной основе развернулось строительство предприятий (в Зенице, Ябланице), жилых и общественных зданий, спорткомплексов (район Габричево, философский факультет университета в Сараево). Существовавшие традиции функционализма уступили в 60-х годах место пластической выразительности построек, обращению к брутализму, декоративному применению местных материалов (спортцентр «Скендерия» и Музей народной революции в Сараеве). В 70-х годах наблюдался интерес к использованию национальных художественных традиций (универмаг «Развитак» в Мостаре).
Примером архитектуры восьмидесятых годов является отель Холидей, построенный в 1983 году и «Юнис» башни-близнецы, построенные в Сараево в 1986 году.
Развитие получило музыкальное искусство. В 1946 году в Сараеве был создан Оперный театр, в 1948 году — Симфонический оркестр, в 1962 году — Симфонический оркестр радио и телевидения, в 1955 году открыла двери Музыкальная академия. В произведениях композиторов того времени преобладали фольклорные мотивы, в духе неоклассицизма создавал свои произведения композитор Д. Шкерл. Среди мусульман Боснии распространены любовные песни — так называемые севдалинки.

## Искусство после Боснийской войны

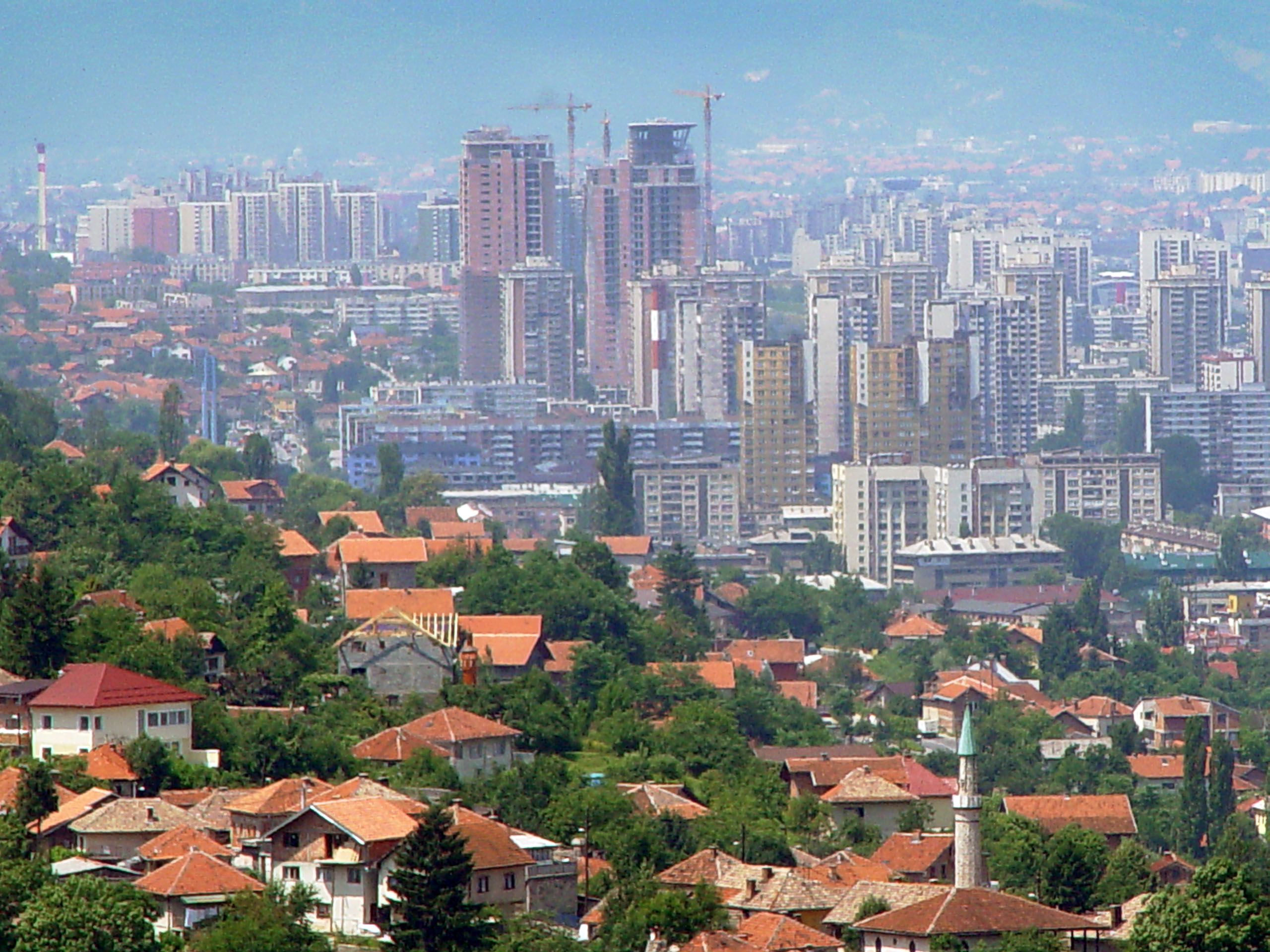
Центр города Bosmal в 1999 году

В Боснии и Герцеговине проводятся работы по сохранению культурного наследия. Это можно видеть по реконструкции Старого моста в Мостаре и многих других сооружений культурно-исторического значения, которые были повреждены или разрушены во время последней войны. Многие другие проекты, к сожалению, до сих пор душат политические разногласия и отсутствие средств.
В последующие годы после Боснийской войны наблюдался строительный бум в Сараево. Здесь были отреставрированы здания Патрульные башни-близнецы, построена башня Аваз Твист, которая является самой высокой башней в Боснии и Герцеговине. В здании разместилась штаб-квартира популярной газеты Аваз.